# 达米安·金特罗
达米安·金特罗（西班牙語：Damián Quintero，1984年7月4日—），西班牙男子空手道运动员。他曾代表西班牙参加2020年夏季奥林匹克运动会空手道比赛，获得一枚银牌。他也曾参加2017年和2022年世界运动会。